# Nissan Pixo
Nissan Pixo (type D31S) er en firepersoners mikrobil med benzinmotor fra den japanske bilfabrikant Nissan Motor. Den femdørs bil kom på markedet den 20. juni 2009.
Bilen bygges sammen med den identiske Suzuki Alto i Indien af Maruti Suzuki India Ltd..
Pixo opfylder den fra 1. september 2009 gyldige Euro5-norm. Den er også godkendt til at trække en anhænger (200/100 kg med/uden bremser).

## Tekniske specifikationer
| Model    | Cylindre | Ventiler | Slagvolume cm³ | Max. effekt kW (hk) / omdr. | Max. drejningsmoment Nm / omdr. | 0-100 km/t sek. | Topfart km/t | Udstyrsvarianter |
| -------- | -------- | -------- | -------------- | --------------------------- | ------------------------------- | --------------- | ------------ | ---------------- |
| 1.0 man. | 3        | 12       | 996            | 50 (68) / 6000              | 90 / 3400                       | 14,0            | 155          | Visia, Acenta    |
| 1.0 aut. | 3        | 12       | 996            | 50 (68) / 6000              | 90 / 3400                       | 17,0            | 150          | Acenta           |

## Udstyr
Grundmodellen Visia er som standard udstyret med elektrisk servostyring, ABS med elektronisk bremsekraftfordeling (EBD, Electronic Brakeforce Distribution) og bremseassistent, skivebremser foran, tromlebremser bagpå, fire airbags, manuelt justerbare sidespejle, højdejusterbart rat og holdere til Isofix-autostole. Uden merpris fås bilen kun i rød.
Pixo Acenta er derudover udstyret med centrallåsesystem med fjernbetjening, tågeforlygter, el-ruder foran, mekanisk bagagerumsåbning fra førersædet, cd-afspiller med to højttalere og delt, fremklappeligt bagsæde. Kun Acenta findes også med firetrins automatgear.
Grundmodellen Visia fås som ekstraudstyr fra fabrikken kun med én af fem metallakeringer. Den dyrere model Acneta fås mod merpris med Safety Paket (elektronisk stabilitetsprogram og gardinairbags foran) og manuelt klimanlæg med pollenfilter. Yderligere ekstraudstyr som f.eks. alufælge eller parkeringshjælp kan eftermonteres af forhandleren.